# Mouvement des Radicaux de Gauche (Senegal)
Mouvement des Radicaux de Gauche (dt.: „Radikale linke Bewegung“) (kurz: MRG) ist eine linke Partei in Senegal, deren Führer Mamadou Bana Wagué ist (Stand 2006). Der Parteisitz befindet sich in Parcelles Assainies (Dakar).

## Geschichte
Das Mouvement des Radicaux de Gauche wurde am 16. März 2004 gegründet.
Nach dem Beitritt zur Coalition populaire pour l’alternative (CPA) am 2. April 2006 war sie eine der Parteien, die zum Boykott der Wahlen zur Nationalversammlung des Senegal 2007 aufrief.